# Mark Witherspoon
Mark Donald Witherspoon (ur. 3 września 1963 w Chicago) – amerykański lekkoatleta specjalizujący się w biegach sprinterskich, uczestnik letnich igrzysk olimpijskich w Barcelonie (1992).

## Sukcesy sportowe
- mistrz Stanów Zjednoczonych w biegu na 100 m – 1987[1]

| Rok  | Miasto       | Zawody                      | Konkurencja   | Wynik              |
| ---- | ------------ | --------------------------- | ------------- | ------------------ |
| 1987 | Indianapolis | halowe mistrzostwa świata   | bieg na 60 m  | srebrny medal      |
| 1990 | Seattle      | igrzyska Dobrej Woli        | bieg na 100 m | brązowy medal      |
| 1992 | Barcelona    | letnie igrzyska olimpijskie | bieg na 100 m | awans do półfinału |

## Rekordy życiowe
- bieg na 55 m (hala) – 6,09 – Cedar Falls 18/02/1994
- bieg na 60 m (hala) – 6,54 – Indianapolis 07/03/1987
- bieg na 100 m – 10,04 – San Jose 27/06/1987
- bieg na 200 m – 20,12 – Houston 17/06/1989
- bieg na 400 m – 45,37 – Los Angeles 19/06/1984